# Razdan
Pour la journaliste indienne, voir Nidhi Razdan.
Razdan  est une famille de  satellites de reconnaissance militaire optiques russes qui doit être déployée à compter des années 2020 (premier lancement programmé). Les Razdan doivent progressivement remplacer les trois satellites Persona de la génération précédente placés en orbite entre 2008 et 2015. Le nouveau satellite, qui circule sur une orbite basse, présente des performances accrues notamment une vitesse de transfert des données vers les stations terrestres plus élevée. Le satellite a une masse d'environ 7 tonnes. La plateforme est construite par l'usine TsSKB-Progress de Samara tandis que la charge utile (partie optique) est fournie par la société LOMO. Le troisième satellite de la série doit disposer d'un miroir primaire de 2 mètres réalisée par l'usine Zverev de Krasnogorsk. 